# Spuds MacKenzie
Spuds MacKenzie  ("Det ursprungliga partydjuret") är en fiktiv bullterrierkaraktär som användes för en omfattande reklamkampanj för Bud Light-öl i slutet av 1980-talet. Hunden Spuds MacKenzie som maskot och kampanj var en idé från en 23-årig art director, Jon Moore. Vid den tiden arbetade han på Needham, Harper och Steers, en reklambyrå i Chicago. Hunden dök först upp i en Bud Light Super Bowl XXI-annons 1987.
Hunden spelades av en bullterrierhona vid namn Honey Tree Evil Eye, eller Evie förkortat. Evie var från Woodstock, Illinois, och bodde i North Riverside, Illinois, med sin ägares familj, där hon dog 1993. Anheuser-Busch sponsrade många hundar från kenneln i Illinois, där Evie föddes.
Reklamkampanjen för Spuds McKenzies var inte helt okontroversiell. Kort efter att Spuds blivit känd fick man veta att hunden, som visades som en hanne i annonserna, faktiskt var en hona. Politiker och intresseorganisationer kritiserade annonserna för att främja barns alkoholkonsumtion. Strax efter att annonserna först sändes 1987 inledde senator Strom Thurmond sin egen mediekampanj och hävdade att öltillverkaren använde Spuds för att tilltala barn och få dem intresserade av sin produkt i tidig ålder. Vid julen 1987 ledde fler rättsliga åtgärder mot Bud Lights användning av annonser med Spuds utklädda till jultomten. Reklam för alkoholhaltiga drycker får inte referera till jultomten i stater som Ohio.
År 1989 hävdade Center for Science in the Public Interest, tillsammans med Mothers Against Drunk Driving, att Anheuser-Busch presenterade hunden för barn. Även om Federal Trade Commission inte fann några bevis som stödde den anklagelsen, beslutade Anheuser-Busch att pensionera Spuds 1989 och hävdade att karaktärens image hade börjat överskugga produkten.
År 2017 dök karaktären upp i Bud Lights Super Bowl LI-reklam som ett spöke som hjälper en man vid namn Brian att återförenas med sina vänner; reklamen var en hyllning till Charles Dickens A Christmas Carol.